# Copahue
A Copahue egy rétegvulkán az Andokban, Chile és Argentína határán. Először 2012-ben jegyezték fel a kitörését.